# Sophie de 6 à 9
Pour plus de détails, voir Fiche technique et Distribution.
Sophie de 6 à 9 (Människor möts och ljuv musik uppstår i hjärtat) est un film danois réalisé par Henning Carlsen, sorti en 1967.

## Fiche technique
- Titre : Sophie de 6 à 9
- Titre original : Människor möts och ljuv musik uppstår i hjärtat
- Réalisation : Henning Carlsen
- Scénario : Poul Borum et Henning Carlsen d'après le roman de Jens August Schade
- Musique : Krzysztof Komeda
- Photographie : Henning Kristiansen
- Montage : Henning Carlsen
- Production : Henning Carlsen et Göran Lindgren
- Société de production : Carlsen Film, Nordisk Film et Sandrews
- Pays de production :  Danemark et  Suède
- Genre : Comédie
- Durée : 95 minutes
- Date de sortie : 
  - Danemark : 24 novembre 1967

## Distribution
- Harriet Andersson : Sofia Persson
- Preben Neergaard : Sjalof Hansen
- Eva Dahlbeck : Devah Sørensen
- Erik Wedersøe : Hans Madsen
- Lone Rode : Evangeline Hansen
- Lotte Horne : Mithra
- Elin Reimer : Calcura
- Bent Christensen : Ramon Salvador
- Lotte Tarp : Kose
- Knud Rex : Ramon Salvador
- Georg Rydeberg : Robert Clair de Lune
- Cassandra Mahon : Josefa Swell

## Distinctions
Le film a reçu 2 Bodils, celui du meilleur film et de la meilleure actrice pour Harriet Andersson.